# Метод лінеаризації рівняння Лейберзона
Метод лінеаризації рівняння Лейберзона (рос. метод линеаризации уравнения Лейбензона; англ. Leibenson equation linearization method, нім. Methode f der Gleichungslinearisation von Leibenson) — у нафтовидобуванні — зведення нелінійного рівняння Лейбензона до лінійного типу заміною тиску в коефіцієнті рівняння на постійний тиск, який прирівнюють до постійного тиску на контурі живлення пласта (за Л. С. Лейбензоном) або середній тиск (за I.А.Чарним).